# Gelis alegininus
Gelis alegininus är en stekelart som beskrevs av Carlson 1979. Gelis alegininus ingår i släktet Gelis och familjen brokparasitsteklar. Inga underarter finns listade i Catalogue of Life.